# Kungen av Marvin Gardens
Kungen av Marvin Gardens (originaltitel: The King of Marvin Gardens) är en amerikansk film från 1972, regisserad av Bob Rafelson och med bl.a. Jack Nicholson, Bruce Dern, Ellen Burstyn och Scatman Crothers i huvudrollerna.
Berättelsen centreras kring två bröder, den ene en utåtriktad pilot och skojare och den andre en introvert DJ. Rafelson valde medvetet att låta Nicholson spela den mer inåtvände brodern. Emellertid hade den gifte men notoriskt otrogne Rafelson en relation med skådespelerskan Julie Robinson, som gjorde en av birollerna, och tycks därmed helt ha förbisett det faktum att hon visserligen såg mycket bra ut men var en usel skådespelerska. Filmen spelades in 1971–1972 och hade premiär hösten 1972 men blev ingen större framgång.

## Rollista
- Jack Nicholson – David Staebler
- Bruce Dern – Jason Staebler
- Ellen Burstyn – Sally
- Julia Anne Robinson – Jessica
- Benjamin "Scatman" Crothers – Lewis
- Charles LaVine – morfadern
- Arnold Williams – Rosko
- John Ryan – Surtees
- Sully Boyar – Lebowitz
- Josh Mostel – Frank